# Paul Humphreys
Pour les articles homonymes, voir Humphreys.
Paul Humphreys né le 27 février 1960 à Londres en Angleterre est un musicien, compositeur et chanteur britannique.

## Biographie
Il passe son enfance dans la péninsule de Wirral au nord-ouest de l'Angleterre. Il fonde en 1978 le groupe électro-pop Orchestral Manoeuvres in the Dark (en abrégé OMD) avec Andy McCluskey, Martin Cooper et Malcolm Holmes. Il coécrit avec McCluskey la majorité des titres du groupe, et plus rarement avec Martin Cooper.
En 1989, il quitte OMD pour fonder avec Martin Cooper et Malcolm Holmes un nouveau groupe, The Listening Pool, qui ne connaitra pas une renommée comparable à celle d'OMD. En 1996 il travaille avec la musicienne allemande Claudia Brücken, ex-chanteuse de Propaganda. Ils enregistrent et se produisent sur scène sous le nom de OneTwo.
En 2005, OMD se reforme le temps d'un concert à la télévision allemande avec en ligne de mire le retour effectif du groupe, ce qui sera chose faite en 2007.

## Paul Humphreys au clavier
Humphreys joue sur des claviers électroniques, en premier lieu  des synthétiseurs analogiques comme le Korg M 500, le Sequential Circuits Prophet 5, ou le Roland Jupiter-8, des orgues électroniques comme le Vox, des synthétiseurs ou échantillonneurs numériques comme le E-mu Emulator ou le Fairlight CMI sans oublier le mellotron déjà utilisé par les Beatles dans la chanson Strawberry fields forever.